# Avenida Geremário Dantas
A Avenida Geremário Dantas (antiga Estrada da Freguesia) é uma importante via de Jacarepaguá, a XVI Região Administrativa da cidade do Rio de Janeiro. É cortada pela Linha Amarela nas proximidades da saída 1 da via expressa.
Com aproximadamente 4 km, corta os bairros do Tanque, Pechincha e Freguesia. Nela se concentra boa parte do comércio dos bairros que corta. Seus pontos comerciais mais importantes, na atualidade, são o Quality Shopping, localizado no número 1400, e o Center Shopping, localizado no número 404.
Outrora era denominada Estrada da Freguesia, a mudança de nome da via aconteceu em 1936 para homenagear o jornalista, político, escritor e advogado Antônio Geremário Teles Dantas (falecido em 1935).